# ربکا بلومکویست
ربکا بلومکویست (سوئدی: Rebecka Blomqvist؛ زادهٔ ۲۴ ژوئیهٔ ۱۹۹۷) بازیکن فوتبال اهل سوئد است.
وی همچنین در تیم ملی فوتبال زنان سوئد بازی کرده‌است.
وی در مسابقات کشوری و بین‌المللی در مجموع برندهٔ ۱ مدال نقره شده‌است.